# نیسس (کارولینای جنوبی)
نیسس(به انگلیسی: Neeses) شهری در ایالت کارولینای جنوبی کشور ایالات متحده آمریکا است که جمعیت آن در سرشماری سال ۲۰۱۰ میلادی، ۳۷۴ نفر بوده‌است.